# Kendell Williams
Kendell Williams (Arlington, 14 giugno 1995) è una multiplista e ostacolista statunitense.
In carriera ha conquistato due medaglie, una di bronzo e una d'oro, nei 100 metri ostacoli, rispettivamente ai campionati del mondo allievi del 2016 e ai campionati del mondo juniores 2014.

## Progressione

### Pentathlon indoor
| Stagione | Punteggio | Luogo           | Data      | Rank. Mond. |
| -------- | --------- | --------------- | --------- | ----------- |
| 2018/19  | 4 496 p.  | New York        | 22-2-2019 | 11ª         |
| 2017/18  | 4 508 p.  | Albuquerque     | 16-2-2018 | 8ª          |
| 2016/17  | 4 682 p.  | College Station | 10-3-2017 | 4ª          |
| 2015/16  | 4 703 p.  | Birmingham      | 11-3-2016 | 4ª          |
| 2014/15  | 4 678 p.  | Fayetteville    | 14-3-2015 | 7ª          |
| 2013/14  | 4 635 p.  | Albuquerque     | 15-3-2014 | 7ª          |
| 2012/13  | 4 068 p.  | New York        | 9-3-2013  | 62ª         |

### Eptathlon
| Stagione | Punteggio | Luogo       | Data      | Rank. Mond. |
| -------- | --------- | ----------- | --------- | ----------- |
| 2017     | 6 564p.   | Sacramento  | 25-6-2017 | 8ª          |
| 2016     | 6 402 p.  | Eugene      | 10-7-2016 | 12ª         |
| 2015     | 6 223 p.  | Eugene      | 11-6-2015 | 23ª         |
| 2014     | 6 018 p.  | Athens      | 12-4-2014 | 37ª         |
| 2013     | 5 572 p.  | Medellín    | 25-8-2013 | 96ª         |
| 2012     | 5 578 p.  | Barcellona  | 13-7-2012 | 120ª        |
| 2011     | 5 170 p.  | New Orleans | 31-7-2011 | 226ª        |
| 2010     | 4 914 p.  | Norfolk     | 1-8-2010  |             |

## Palmarès
| Anno | Manifestazione   | Sede           | Evento     | Risultato | Prestazione | Note                                     |
| ---- | ---------------- | -------------- | ---------- | --------- | ----------- | ---------------------------------------- |
| 2011 | Mondiali U18     | Lilla          | 100 m hs   | Bronzo    | 13"28       |                                          |
| 2011 | Mondiali U18     | Lilla          | Eptathlon  | 11ª       | 5 101 p.    |                                          |
| 2012 | Mondiali U20     | Barcellona     | Eptathlon  | 8ª        | 5 578 p.    |                                          |
| 2013 | Panamericani U20 | Medellín       | Eptathlon  | Argento   | 5 572 p.    |                                          |
| 2014 | Mondiali U20     | Eugene         | 100 m hs   | Oro       | 12"89       | Record dei campionati                    |
| 2016 | Mondiali indoor  | Portland       | Pentathlon | 5ª        | 4 586 p.    |                                          |
| 2016 | Giochi olimpici  | Rio de Janeiro | Eptathlon  | 17ª       | 6 221 p.    |                                          |
| 2017 | Mondiali         | Londra         | Eptathlon  | 12ª       | 6 220 p.    |                                          |
| 2018 | Mondiali indoor  | Birmingham     | Pentathlon | 9ª        | 4 414 p.    |                                          |
| 2019 | Mondiali         | Doha           | Eptathlon  | 5ª        | 6 415 p.    |                                          |
| 2021 | Giochi olimpici  | Tokyo          | Eptathlon  | 5ª        | 6 508 p.    |                                          |
| 2022 | Mondiali indoor  | Belgrado       | Pentathlon | Bronzo    | 4 680 p.    | Miglior prestazione personale stagionale |
| 2022 | Mondiali         | Eugene         | Eptathlon  | dnf       | dnf         |                                          |